# Cochranella granulosa
Cochranella granulosa es una especie de anfibio anuro de la familia de las ranas de cristal (Centrolenidae). Se distribuye por Costa Rica, Honduras, Nicaragua, Panamá y, posiblemente, en Colombia. 